# Raul Eschba
Raul Eschba (abchasisch Раул Эшба, georgisch რაულ ეშბა) (* 1944; † 27. September 1993 in Sochumi) war ein abchasischer Politiker und Wirtschaftsminister der zu Georgien loyalen abchasischen Regierung.
Raul Eschba wurde von abchasischen Separatisten während des Massakers von Sochumi 1993 zusammen mit Schiuli Schartawa, dem Regierungschef der Autonomen Republik Abchasien, Guram Gabiskaria, dem Bürgermeister von Sochumi, und dem georgischen General Mamia Alasania vor dem Regierungsgebäude ermordet.